# Ron Hainsey
Ronald Hainsey  (né le 24 mars 1981 à Bolton, État du Connecticut aux États-Unis) est un joueur professionnel américain de hockey sur glace.

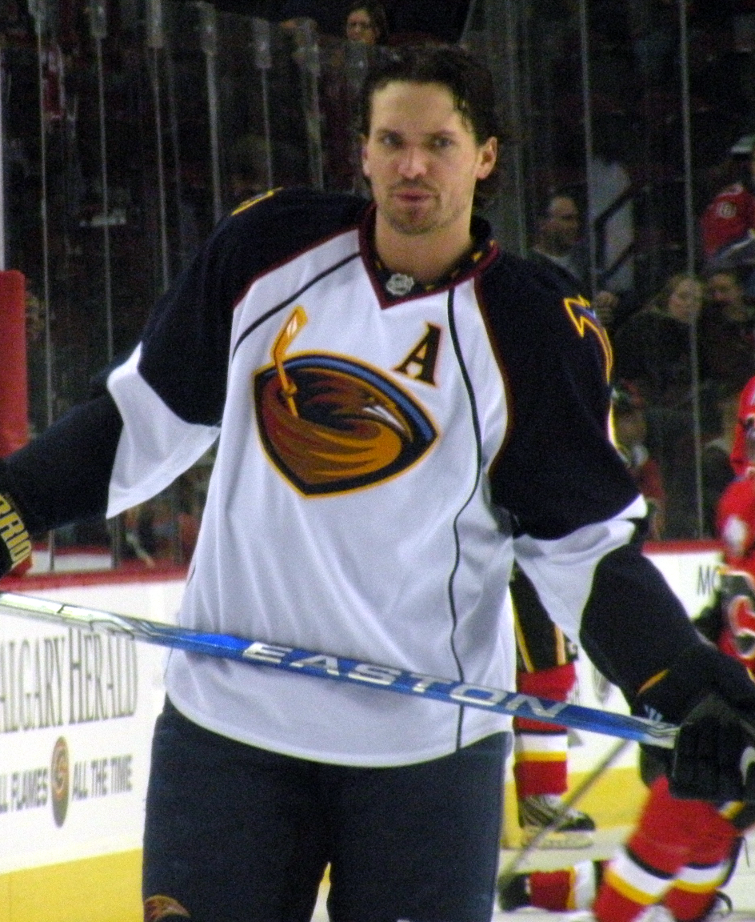
Hainsey sous les couleurs d'Atlanta en 2009.

## Carrière de joueur

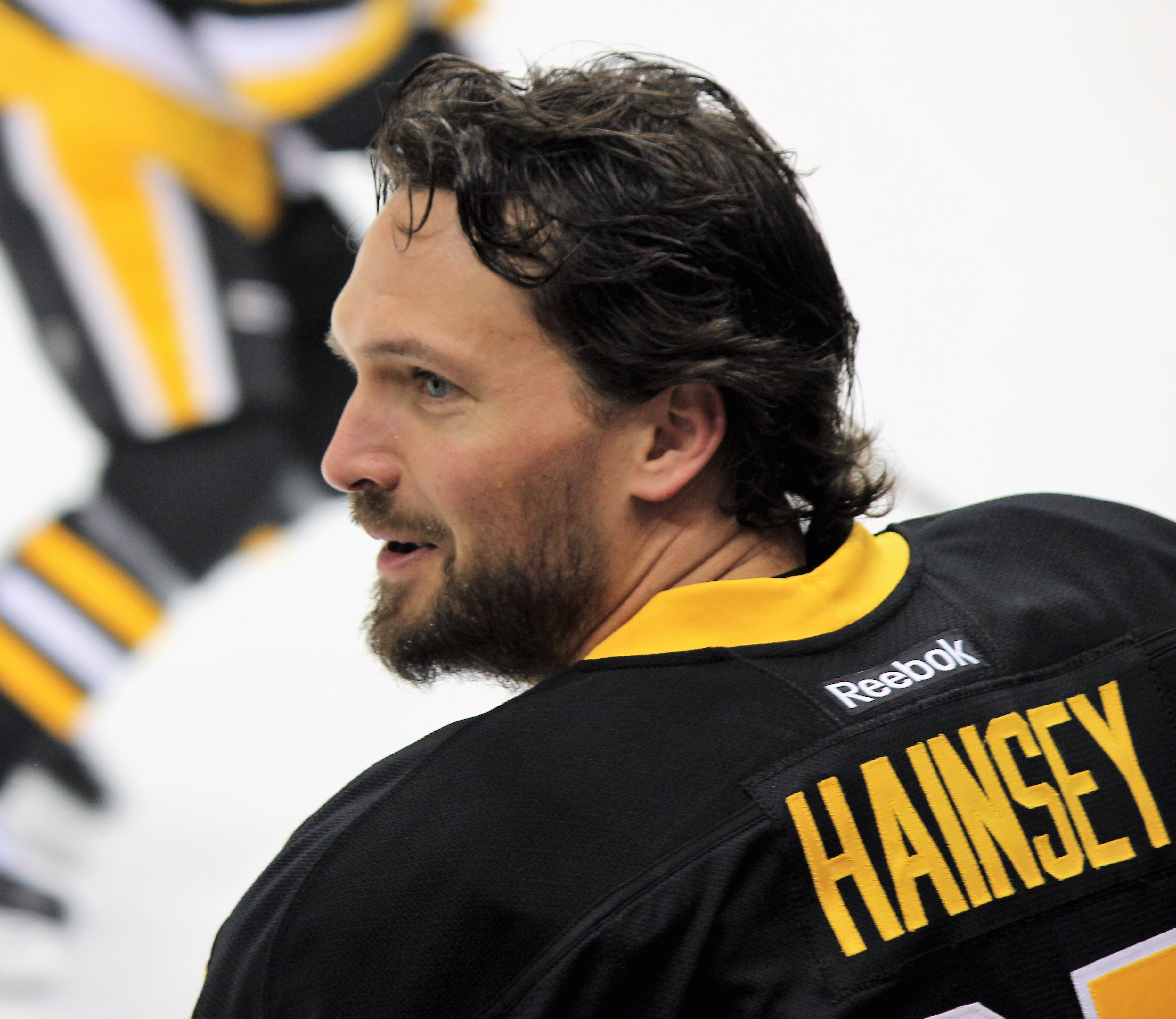
Hainsey dans l'uniforme des Penguins de Pittsburgh.

Il a été repêché au premier tour par les Canadiens de Montréal lors du repêchage d'entrée dans la LNH 2000, à la 13e position au total. Il jouait alors pour l'université de Lowell dans la NCAA.
Il a été réclamé par les Blue Jackets de Columbus au ballotage en 2005. Le 2 juillet 2008, il signe un contrat d'une valeur estimée de 22,5 millions de dollars portant sur cinq saisons avec les Thrashers d'Atlanta.
Hainsey signe en tant qu'agent libre avec les Hurricanes de la Caroline le 12 septembre 2013 alors que ces derniers viennent d'apprendre la perte de leur défenseur étoile Joni Pitkänen pour la saison complète à venir.
Le 23 février 2017, il est échangé aux Penguins de Pittsburgh en retour de Danny Kristo et d'un choix de 2e tour en 2017.
Le 1er juillet 2017, il signe une entente de deux ans et 6 millions de dollars avec les Maple Leafs de Toronto en tant qu'agent libre.

## Statistiques

### En club
| Saison     | Équipe                        | Ligue      |       | Saison régulière | Saison régulière | Saison régulière | Saison régulière | Saison régulière |   | Séries éliminatoires | Séries éliminatoires | Séries éliminatoires | Séries éliminatoires | Séries éliminatoires |
| Saison     | Équipe                        | Ligue      | PJ    | B                | A                | Pts              | Pun              | PJ               | B | A                    | Pts                  | Pun                  |                      |                      |
| 1997-1998  | États-Unis Jr.                | USHL       | 3     | 0                | 0                | 0                | 0                | -                | - | -                    | -                    | -                    |                      |                      |
| 1997-1998  | États-Unis U18                | NAHL       | 40    | 4                | 7                | 11               | 16               | -                | - | -                    | -                    | -                    |                      |                      |
| 1998-1999  | États-Unis Jr.                | USHL       | 48    | 5                | 12               | 17               | 45               | -                | - | -                    | -                    | -                    |                      |                      |
| 1999-2000  | River Hawks de l'UMass-Lowell | NCAA       | 30    | 3                | 8                | 11               | 20               | -                | - | -                    | -                    | -                    |                      |                      |
| 2000-2001  | River Hawks de l'UMass-Lowell | NCAA       | 33    | 10               | 26               | 36               | 51               | -                | - | -                    | -                    | -                    |                      |                      |
| 2000-2001  | Citadelles de Québec          | LAH        | 4     | 1                | 0                | 1                | 0                | 1                | 0 | 0                    | 0                    | 0                    |                      |                      |
| 2001-2002  | Citadelles de Québec          | LAH        | 63    | 7                | 24               | 31               | 26               | 3                | 0 | 0                    | 0                    | 0                    |                      |                      |
| 2002-2003  | Bulldogs de Hamilton          | LAH        | 33    | 2                | 11               | 13               | 26               | 23               | 1 | 10                   | 11                   | 20                   |                      |                      |
| 2002-2003  | Canadiens de Montréal         | LNH        | 21    | 0                | 0                | 0                | 2                | -                | - | -                    | -                    | -                    |                      |                      |
| 2003-2004  | Canadiens de Montréal         | LNH        | 11    | 1                | 1                | 2                | 4                | -                | - | -                    | -                    | -                    |                      |                      |
| 2003-2004  | Bulldogs de Hamilton          | LAH        | 54    | 7                | 24               | 31               | 35               | 10               | 0 | 5                    | 5                    | 6                    |                      |                      |
| 2004-2005  | Bulldogs de Hamilton          | LAH        | 68    | 9                | 14               | 23               | 45               | 4                | 1 | 1                    | 2                    | 0                    |                      |                      |
| 2005-2006  | Bulldogs de Hamilton          | LAH        | 22    | 3                | 14               | 17               | 19               | -                | - | -                    | -                    | -                    |                      |                      |
| 2005-2006  | Blue Jackets de Columbus      | LNH        | 55    | 2                | 15               | 17               | 43               | -                | - | -                    | -                    | -                    |                      |                      |
| 2006-2007  | Blue Jackets de Columbus      | LNH        | 80    | 9                | 25               | 34               | 69               | -                | - | -                    | -                    | -                    |                      |                      |
| 2007-2008  | Blue Jackets de Columbus      | LNH        | 78    | 8                | 24               | 32               | 25               | -                | - | -                    | -                    | -                    |                      |                      |
| 2008-2009  | Thrashers d'Atlanta           | LNH        | 81    | 6                | 33               | 39               | 32               | -                | - | -                    | -                    | -                    |                      |                      |
| 2009-2010  | Thrashers d'Atlanta           | LNH        | 80    | 5                | 21               | 26               | 39               | -                | - | -                    | -                    | -                    |                      |                      |
| 2010-2011  | Thrashers d'Atlanta           | LNH        | 82    | 3                | 16               | 19               | 24               | -                | - | -                    | -                    | -                    |                      |                      |
| 2011-2012  | Jets de Winnipeg              | LNH        | 56    | 0                | 10               | 10               | 23               | -                | - | -                    | -                    | -                    |                      |                      |
| 2012-2013  | Jets de Winnipeg              | LNH        | 47    | 0                | 13               | 13               | 10               | -                | - | -                    | -                    | -                    |                      |                      |
| 2013-2014  | Hurricanes de la Caroline     | LNH        | 82    | 4                | 11               | 15               | 45               | -                | - | -                    | -                    | -                    |                      |                      |
| 2014-2015  | Hurricanes de la Caroline     | LNH        | 81    | 2                | 8                | 10               | 16               | -                | - | -                    | -                    | -                    |                      |                      |
| 2015-2016  | Hurricanes de la Caroline     | LNH        | 81    | 5                | 14               | 19               | 37               | -                | - | -                    | -                    | -                    |                      |                      |
| 2016-2017  | Hurricanes de la Caroline     | LNH        | 56    | 4                | 10               | 14               | 17               | -                | - | -                    | -                    | -                    |                      |                      |
| 2016-2017  | Penguins de Pittsburgh        | LNH        | 16    | 0                | 3                | 3                | 4                | 25               | 2 | 6                    | 8                    | 6                    |                      |                      |
| 2017-2018  | Maple Leafs de Toronto        | LNH        | 80    | 4                | 19               | 23               | 20               | 7                | 0 | 1                    | 1                    | 4                    |                      |                      |
| 2018-2019  | Maple Leafs de Toronto        | LNH        | 81    | 5                | 18               | 23               | 21               | 7                | 0 | 1                    | 1                    | 2                    |                      |                      |
| 2019-2020  | Sénateurs d'Ottawa            | LNH        | 64    | 1                | 11               | 12               | 10               | -                | - | -                    | -                    | -                    |                      |                      |
| Totaux LNH | Totaux LNH                    | Totaux LNH | 1 132 | 59               | 252              | 311              | 443              | 39               | 2 | 8                    | 10                   | 12                   |                      |                      |

### En équipe nationale
| Année | Équipe              | Compétition                  |   | PJ | B | A | Pts | Pun       |  | Résultat |
| 1999  | États-Unis - 18 ans | Championnat du monde -18 ans | 6 | 2  | 1 | 3 | 8   | Septième  |  |          |
| 2000  | États-Unis - 20 ans | Championnat du monde junior  | 7 | 1  | 1 | 2 | 4   | Quatrième |  |          |
| 2001  | États-Unis - 20 ans | Championnat du monde junior  | 7 | 0  | 5 | 5 | 2   | Cinquième |  |          |
| 2009  | États-Unis          | Championnat du monde         | 9 | 2  | 4 | 6 | 2   | Quatrième |  |          |